# 花壇村
花壇村，是臺灣彰化縣花壇鄉所轄的18個村之一，位在花壇鄉西南緣。面積平方公里、3877人。與劉厝村、崙雅村、南口村、橋頭村、長春村、金墩村及大村鄉茄苳村，秀水鄉金興村相鄰。

## 村名由來
與花壇鄉名命名原因相同。

## 歷史沿革
花壇村於清代時隸屬燕霧上堡茄苳腳庄；明治35年（1902年）時，改彰化廳燕霧上堡茄苳腳庄；明治42年（1909年）改彰化支廳茄苳腳區茄苳腳庄；至大正9年（1920年）則隨行政區調整，隸屬彰化郡花壇庄花壇大字。
二次大戰結束後，國民政府接收臺灣，以原先花壇大字的花壇小字範圍設為花壇村。